# 鬃尾草
鬃尾草（学名：Chaiturus marrubiastrum），为唇形科鬃尾草属下唯一植物种。